# Петраково (Октябрьское)
Петраково — нежилая деревня в Устьянском районе Архангельской области. Входит в состав муниципального образования «Октябрьское».

## География
Деревня расположена в южной части Архангельской области, в таёжной зоне, в пределах северной части Русской равнины, в 13,2 километрах (по автомобильной дороге) на северо-запад от посёлка Октябрьский, на правом берегу реки Устья, притока Ваги.
Часовой пояс
Петраково, как и вся Архангельская область, находится в часовой зоне МСК (московское время). Смещение применяемого времени относительно UTC составляет +3:00.

## Население
| 2002 | 2010 | 2012 |
| ---- | ---- | ---- |
| 0    | →0   | →0   |

## История
В материалах оценочно-статистического исследования земель Вельского уезда упомянуто, что в 1900 году в административном отношении деревня входила в состав Рыжковского сельского общества Леонтьевской волости. На момент переписи в селении Петроковское находилось 11 хозяйств, в которых проживало 43 жителя мужского пола и 36 женского.